# Billy Kidd
Billy Kidd (n. 13 aprilie 1943, Burlington, Vermont, SUA) este un schior alpin ce a reprezentat Statele Unite ale Americii, medaliat olimpic. A participat la 2 ediții ale Jocurilor Olimpice (1964, 1968) în care a câștigat o medalie de argint.